# Вулиця Миколи Арсенича (Дніпро)
Вулиця Миколи Арсенича (до 2024 року — Червоногірська) — вулиця у Самарському районі міста Дніпро, у місцевостях Рибальському, Ксенівці.
Вулиця починається від Німецької вулиці, пролягає на схід, переходить шляхопроводом через залізницю й закінчується на Гайовій вулиці. Довжина вулиці — 2000 метрів.

## Перехрестя
- вулиця Німецька
- вулиця Сачанівська
- вулиця Наставників
- вулиця Пікетна
- вулиця Виставкова
- вулиця Гречихіна
- провулок Кодемський
- провулок В'язовий
- вулиця Кодемська
- вулиця Данила Самойловича
- вулиця Гайова

## Будівлі
- Крамниці біля залізничної платформи Ксенівка.

## Транспорт
Вулицею курсують автобуси:
- № 54 Проспект Дмитра Яворницького — вулиця Данила Самойловича;
- № 201 Успенська площа — село Олександрівка;
- № 262 Вулиця Князя Володимира Великого — Соколове — Новоселівка — Піщанка — Автостанція «Самар-1»;
- № 10001 Автовокзал — Яворницьке — Синельникове — Васильківка — Покровське